# Crednergletsjer
De Crednergletsjer is een gletsjer op de noordwestelijke helling van de Kibo, de hoogste vulkaan van de Kilimanjaro in Tanzania. Hij bevindt zich op een hoogte tussen 5500 en 5800 meter boven zeeniveau.
De gletsjer is een van de grootste gletsjers op de Kilimanjaro en wordt gevoed door de Northern Ice Field. Het is een restant van de oorspronkelijke ijskap die de top van de vulkaan ooit geheel bedekte en neemt elk jaar in omvang af. Doordat de gletsjer relatief hoog ligt, gebeurt dit in een hoger tempo dan bij de meeste overige gletsjers op de Kibo het geval is. In 2009 werden grote gedeeltes van de onderliggende lava zichtbaar en sommige onderzoekers vermoeden dat de gletsjer rond 2020 geheel verdwenen zal zijn.

## Afbeeldingen

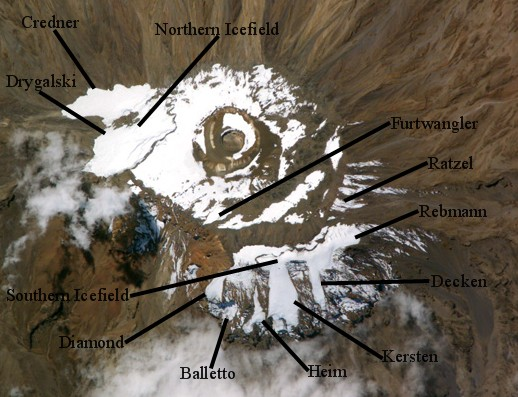
NASA-foto van de gletsjers op de Kibo in 2004
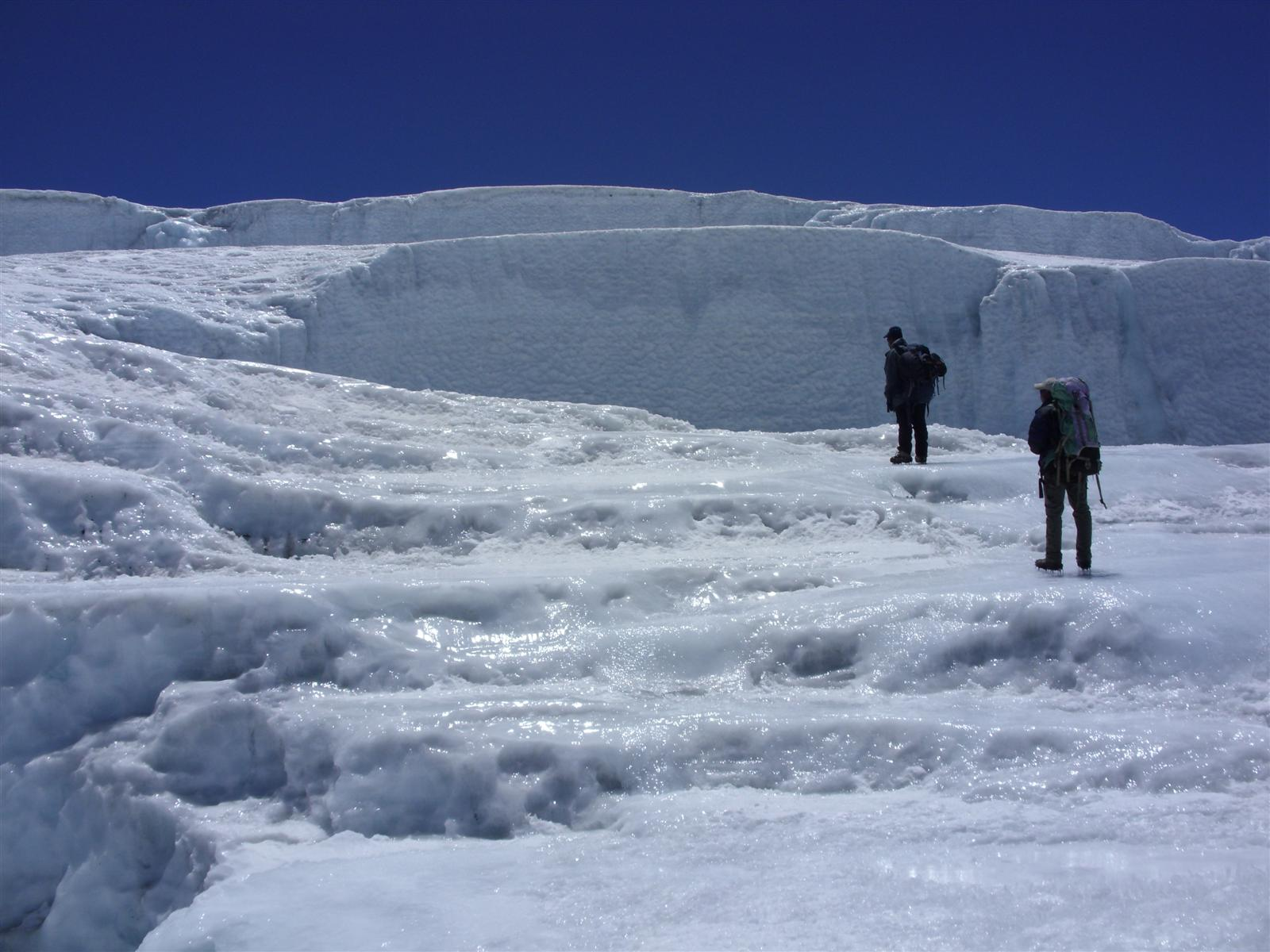
Onderzoekers op de gletsjer
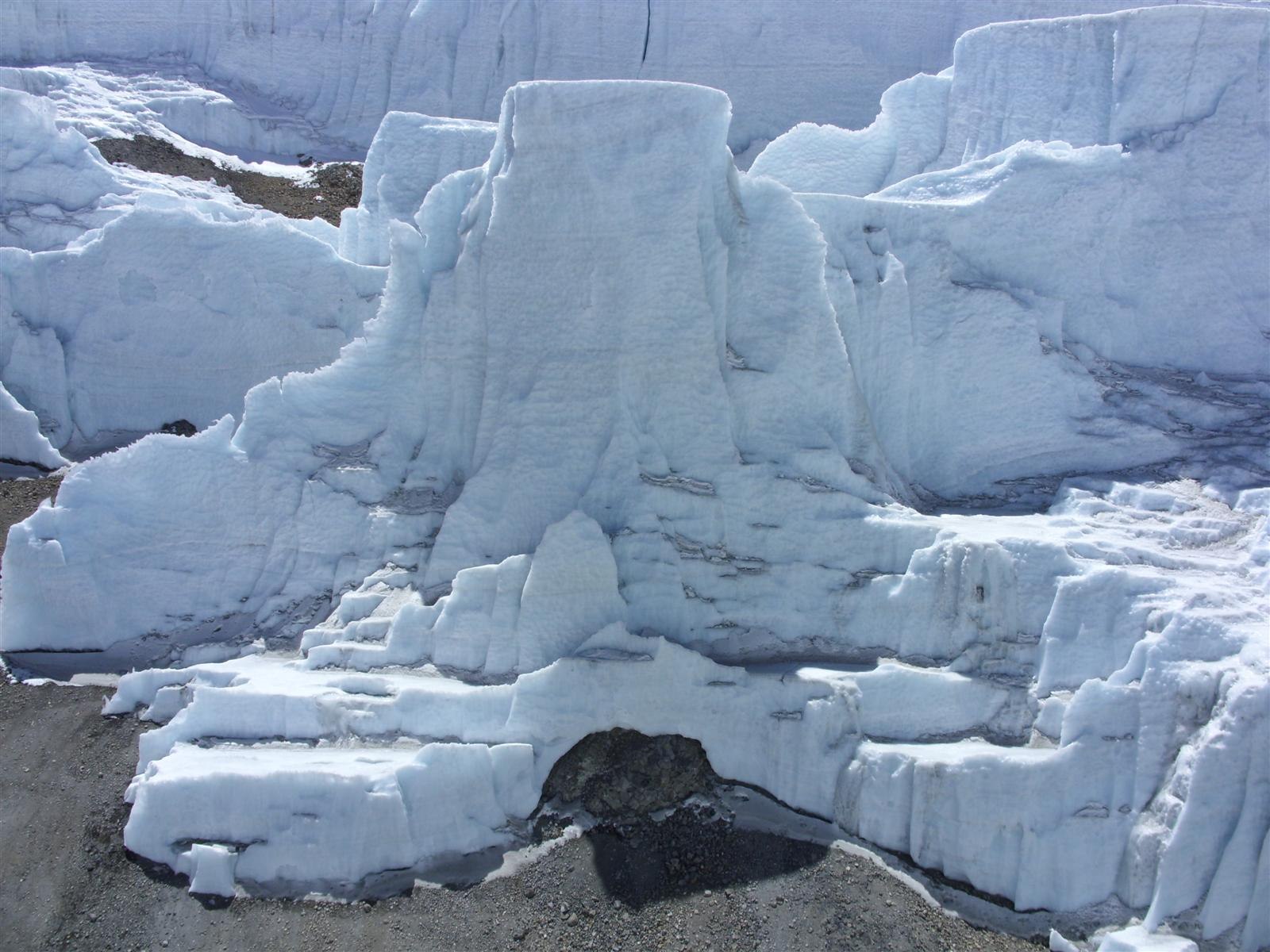
Lava onder de gletsjer
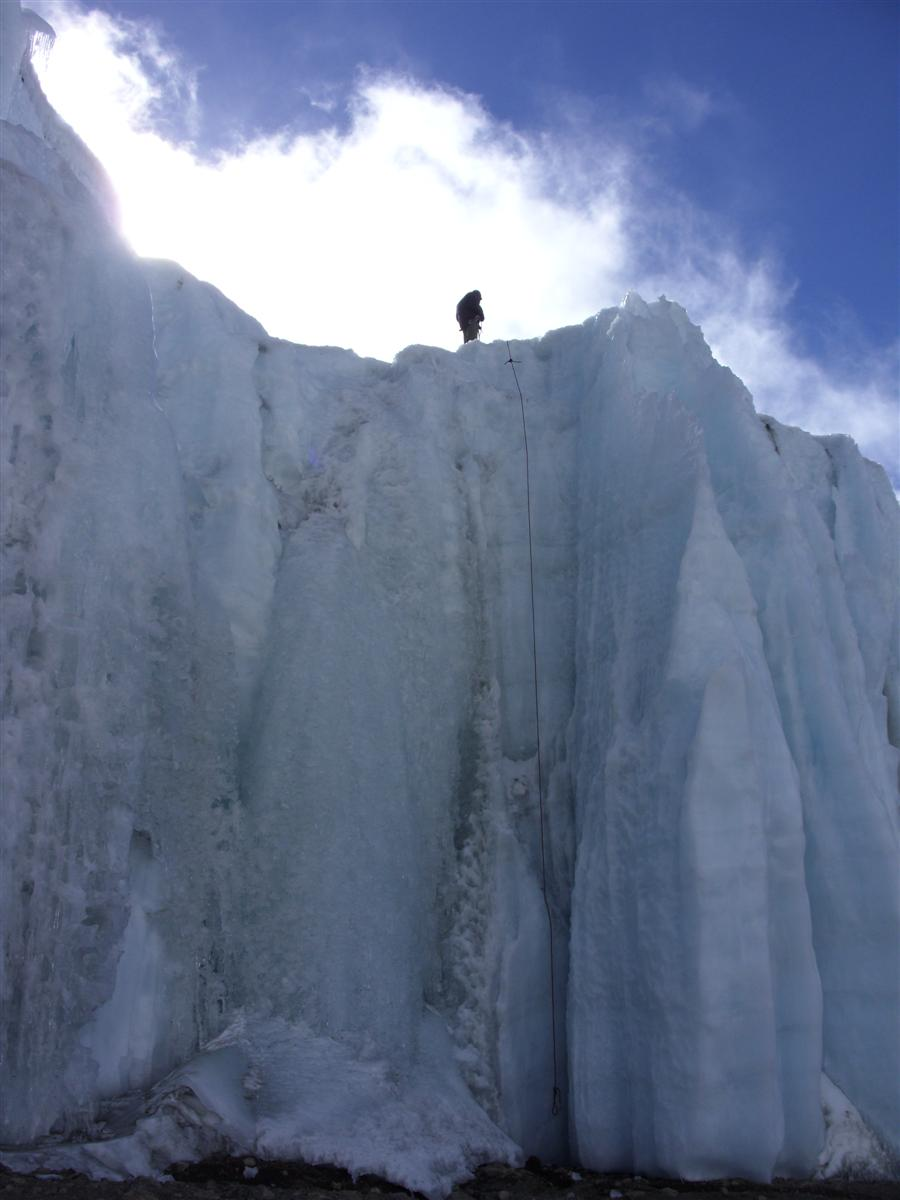
Zijaanzicht van de gletsjer